# Remember the Name
„Remember the Name“ je píseň Fort Minor, hiphopového projektu Mikea Shinody, zpěváka rockové kapely Linkin Park. Jedná se o druhý singl z jeho alba The Rising Tied z roku 2005, na kterém se podílela undergroundová hiphopová skupina Styles of Beyond. 
Na hudbě k písni spolupracoval Mike Shinoda a hudební skladatel David Campbell.

## Videoklip
Videoklip k písni režíroval Kimo Proudfoot.
Po baru se procházejí tři zpěváci, Mike Shinoda a členové hiphopové skupiny Styles of Beyond Takbir Bashir a Ryan Maginn. Ve videoklipu se dále objevují Chester Bennington, Brad Delson a Rob Bourdon z Linkin Park, zpěvačka Holly Brook, Rob Dyrdek a Christopher „Big Black“ Boykin z pořadu Rob & Big na MTV, DJ Cheapshot, Vin Skully ze Styles of Beyond a rapper Sixx John.

## V médiích
Píseň opakovaně používali sportovní organizace UFC, WWE, NBA a FIFA. Dále se objevila ve filmech Karate Kid, Králíček Petr a Šmoulové 2. Skladba se objevila v hudebním balíčku hry Beat Saber s názvem Linkin Park x Mike Shinoda, který vyšel 5. října 2023.